# Matuka és az UFO-fény
A Matuka és az UFO-fény (eredeti cím: Mater and the Ghostlight) 2006-os animációs rövidfilm a Pixar-tól, amely a Verdákon alapszik.

## Szereplők
| Szereplő       | Eredeti hang        | Magyar hang     |
| -------------- | ------------------- | --------------- |
| Matuka         | Larry The Cable Guy | Gesztesi Károly |
| Villám McQueen | Owen Wilson         | Tóth Roland     |
| Seriff         | Michael Wallis      | Kárpáti Tibor   |
| Sally Carrera  | Bonnie Hunt         | Náray Erika     |
| Hudson doki    | Paul Newman         | Kristóf Tibor   |
| Ramone         | Cheech Marin        | Bor Zoltán      |
| Őrmester       | Paul Dooley         | Papp János      |